# Sierra Papacal
Sierra Papacal es una comisaría del municipio de Mérida en el estado de Yucatán al norte de la Ciudad de Mérida en el sureste de México.

## Toponimia
El nombre (Sierra Papacal) proviene papacal que en idioma maya significa lodazal de la urraca y Sierra que hace referencia al político Justo Sierra O'Reilly.

## Localización
Sierra Papacal se encuentra localizada a 32 kilómetros al norte del centro de la ciudad de Mérida, al poniente de la autopista que conduce de Mérida al puerto de Progreso.

## Infraestructura
En Sierra Papacal está instalado de manera prominente el Parque Científico y Tecnológico de Yucatán.
También cuenta con:
- Iglesia católica
- Salon del Reino de los testigos de Jehová
- Jardín de niños “Francisco de Montejo”
- Escuela primaria “Lázaro Cárdenas del Río”
- Campo de béisbol y fútbol
- Cancha de usos múltiples
- Parque infantil
- Calles pavimentadas 80%
- Embanquetados 50%
- Biblioteca

## Sitios de interés
Además de un cenote, al sur, se localizan al poniente a un costado de la carretera que conduce a Xtul y Chuburná Puerto algunos sitios arqueológicos menores y vestigios de ranchos abandonados en los siglos XIX y XX.

## Demografía
Según el censo de 2005 realizado por el INEGI, la población de la localidad era de 986 habitantes, de los cuales 501 eran hombres y 485 eran mujeres.
| 178                         | 200 | 135 | 219 | 312 | 289 | 497 | 466 | 748 | 857 | 908 | 962 | 986 |
| (Fuente: INEGI [Consultar]) |     |     |     |     |     |     |     |     |     |     |     |     |

## Galería

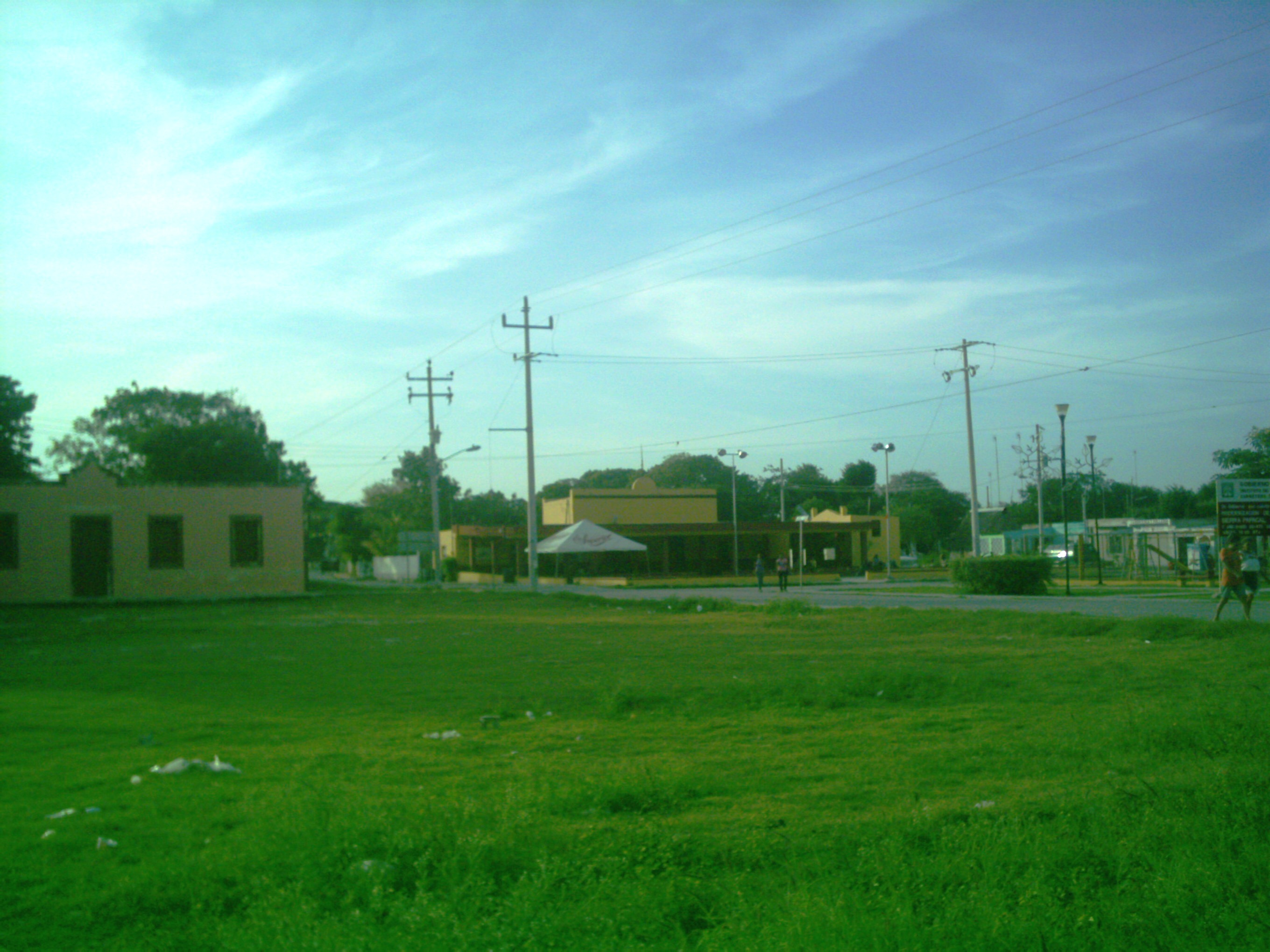
Casa comisarial de Sierra Papacal.
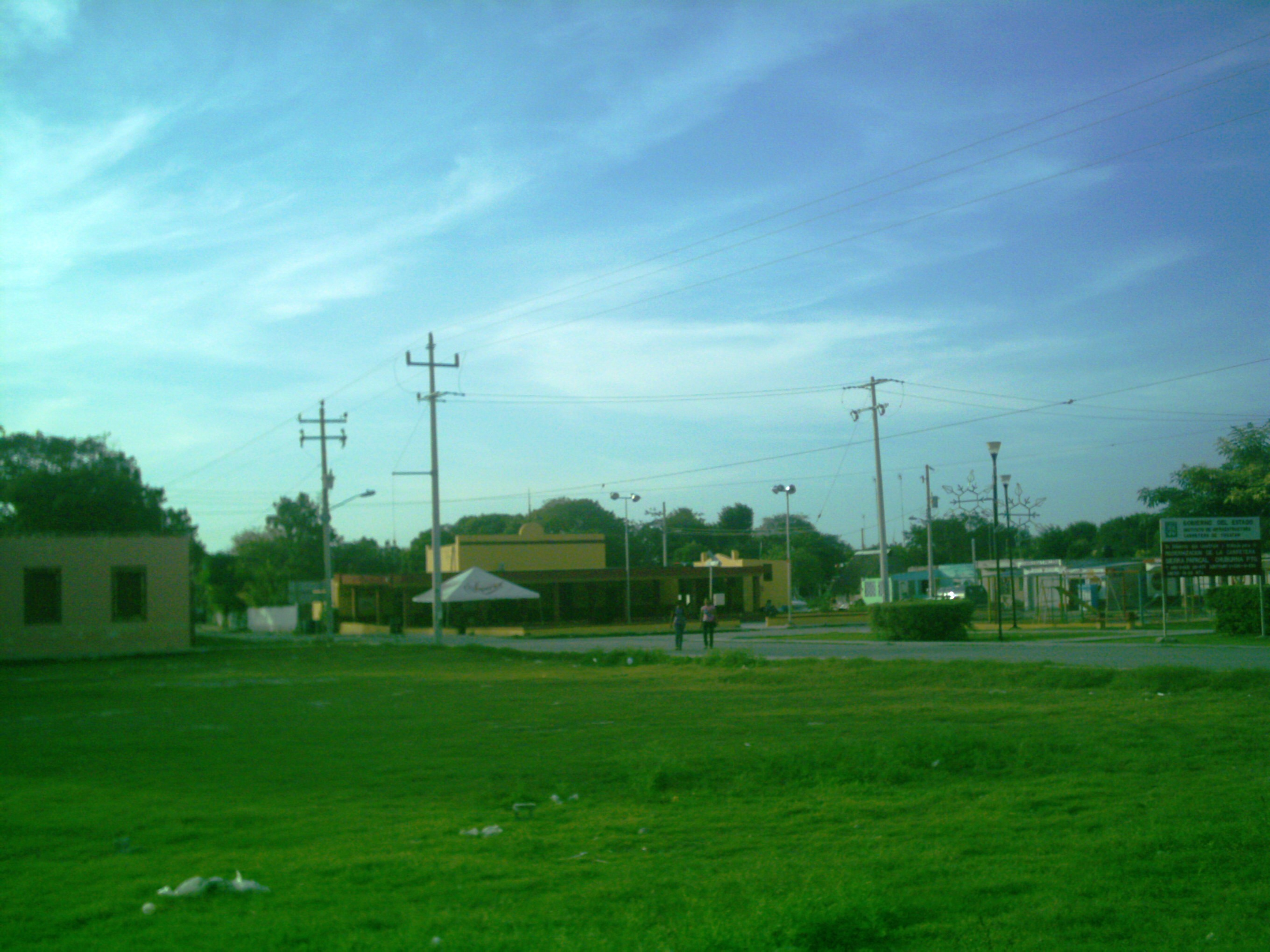
Casa comisarial de Sierra Papacal.
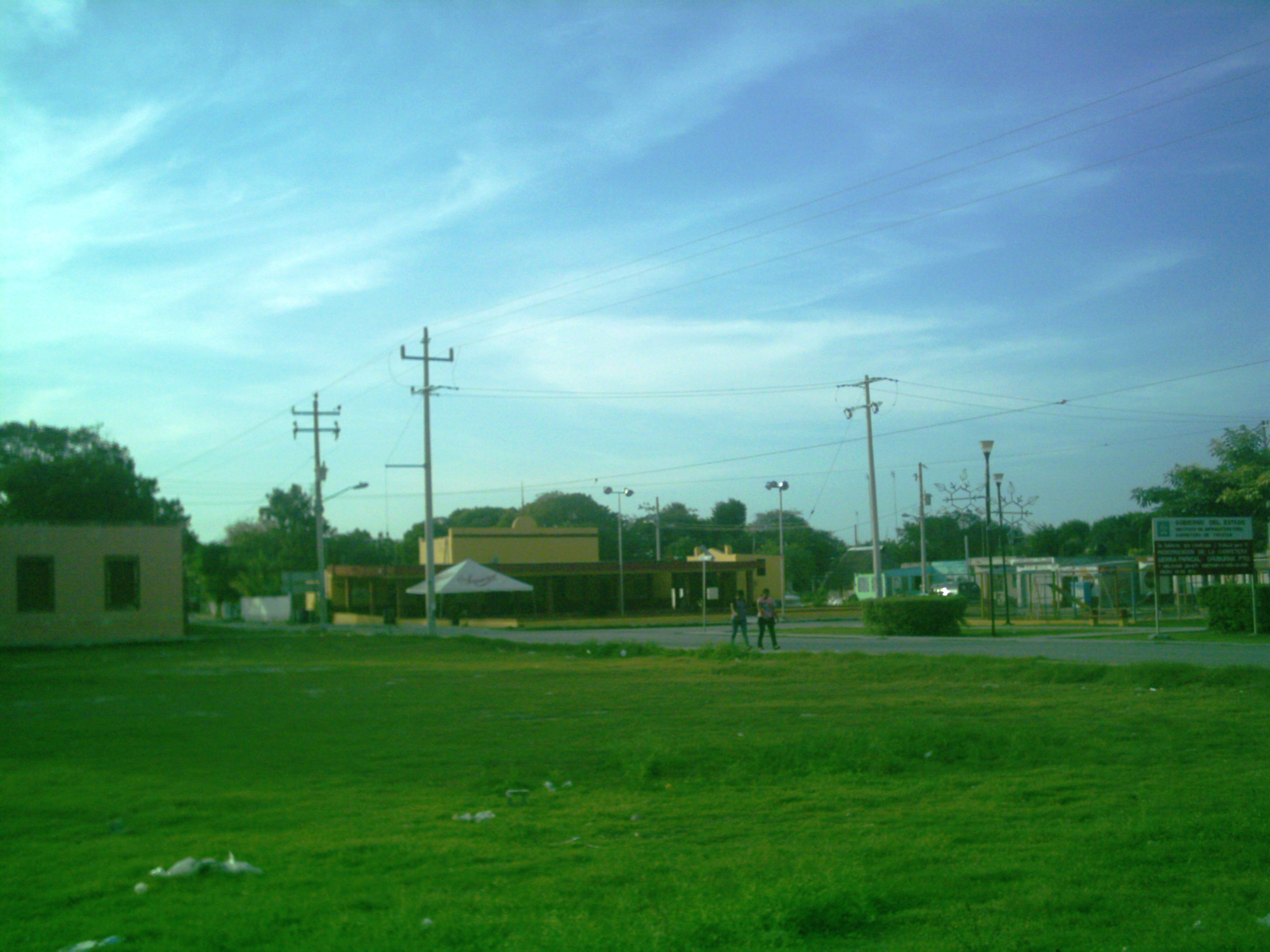
Casa comisarial de Sierra Papacal.
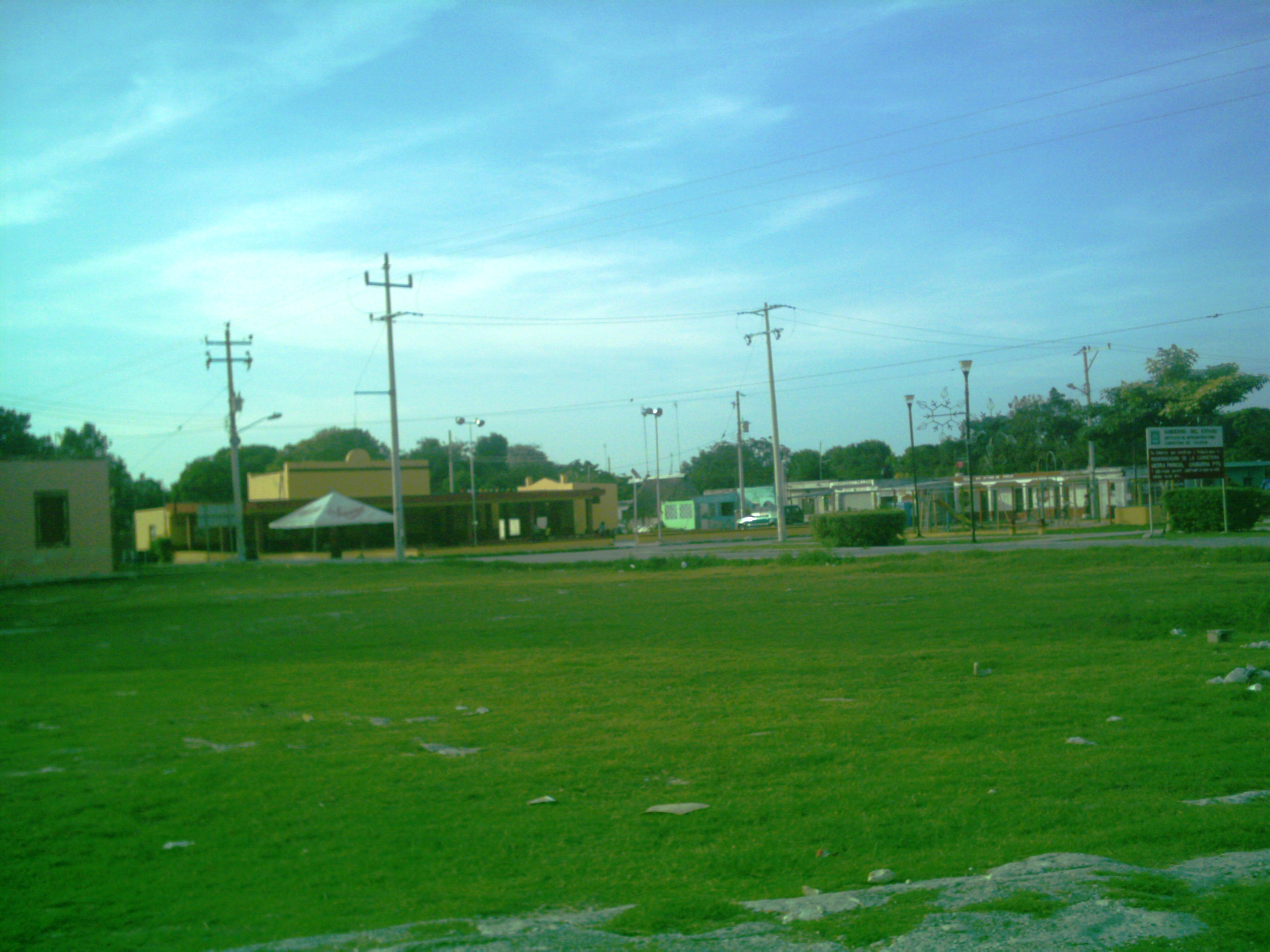
Casa comisarial de Sierra Papacal.
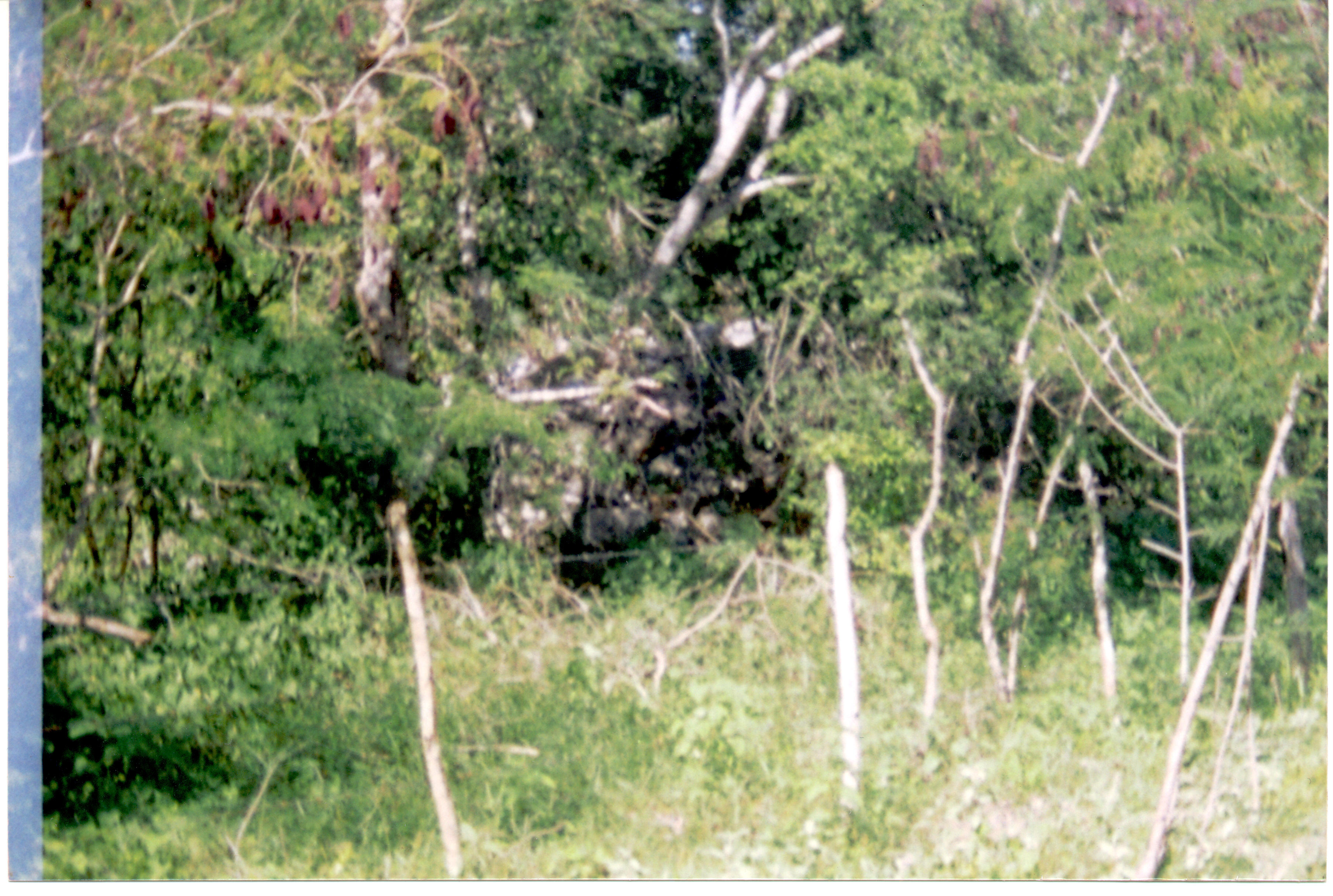
Vestigios arqueológicos de Sierra Papacal.
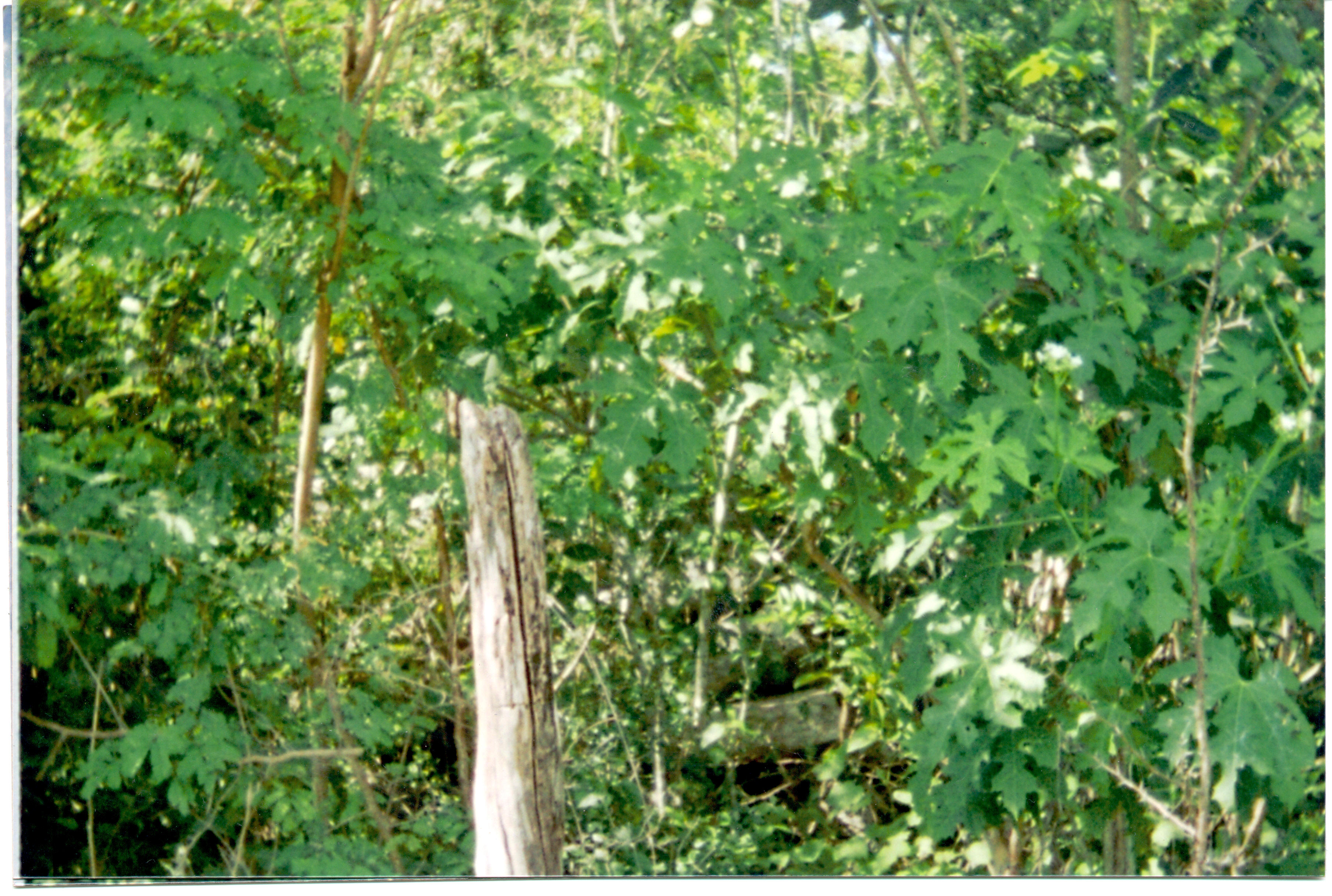
Vestigios arqueológicos de Sierra Papacal.
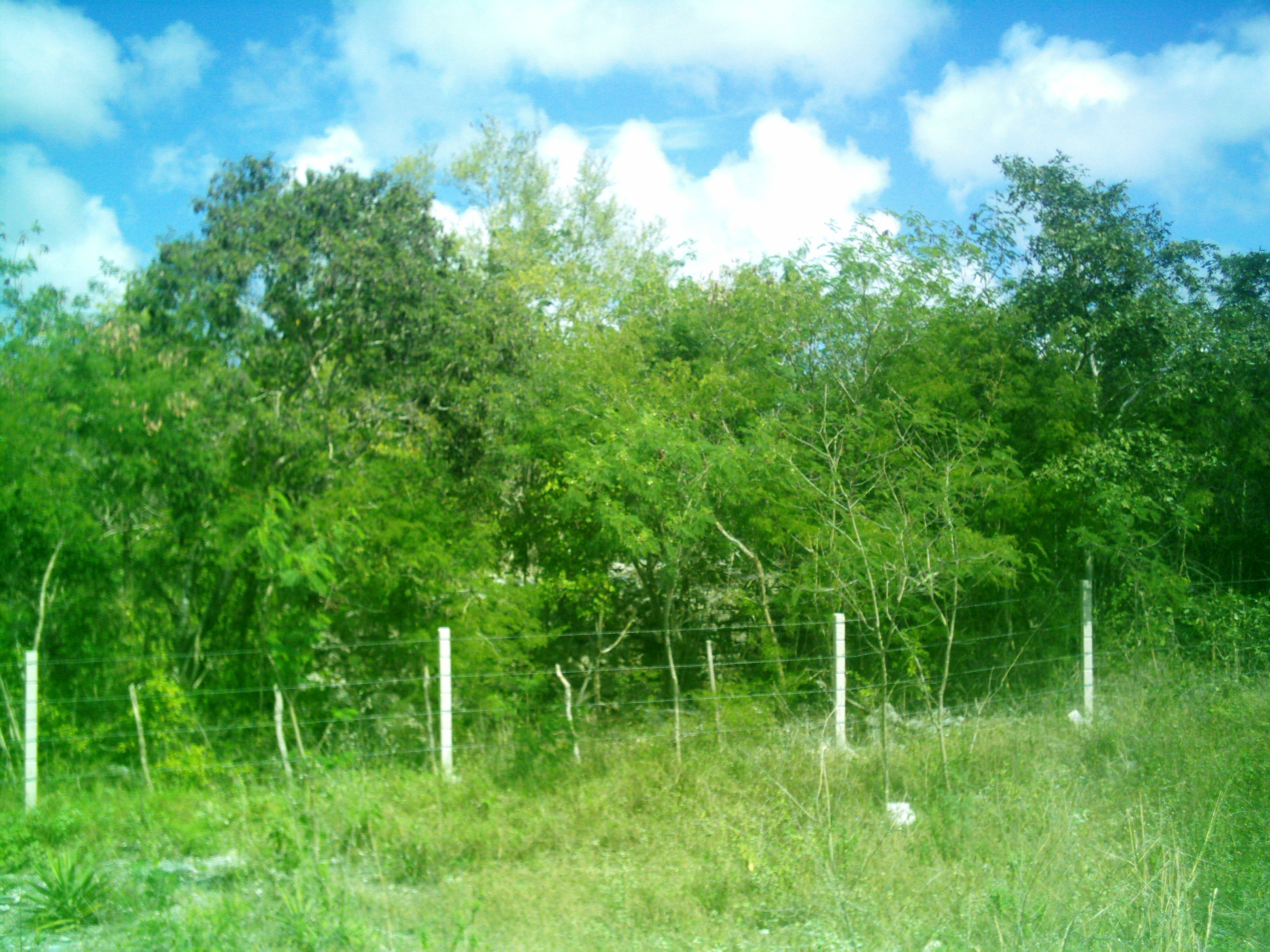
Vestigios arqueológicos de Sierra Papacal.
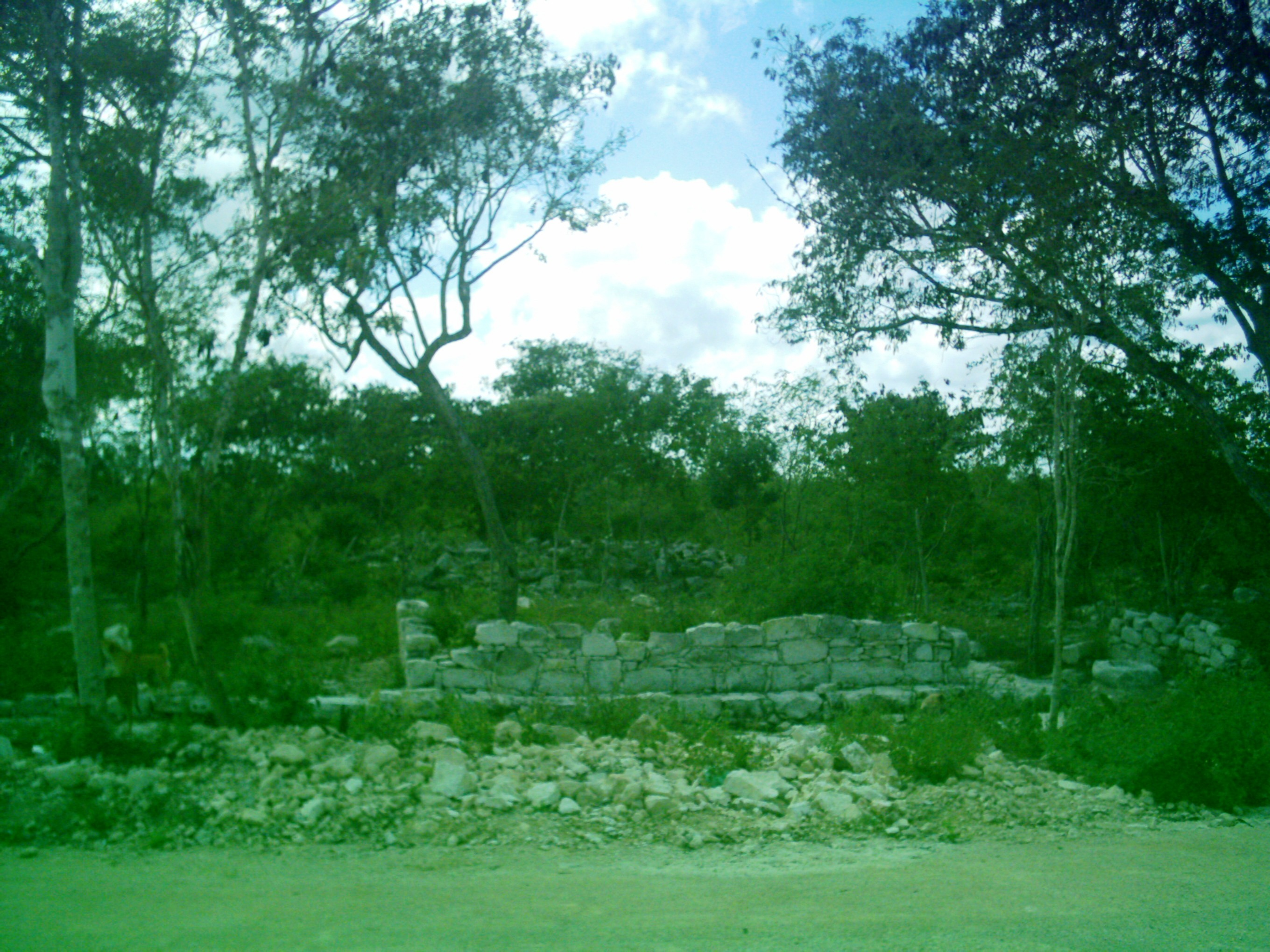
Vestigios arqueológicos de Sierra Papacal.
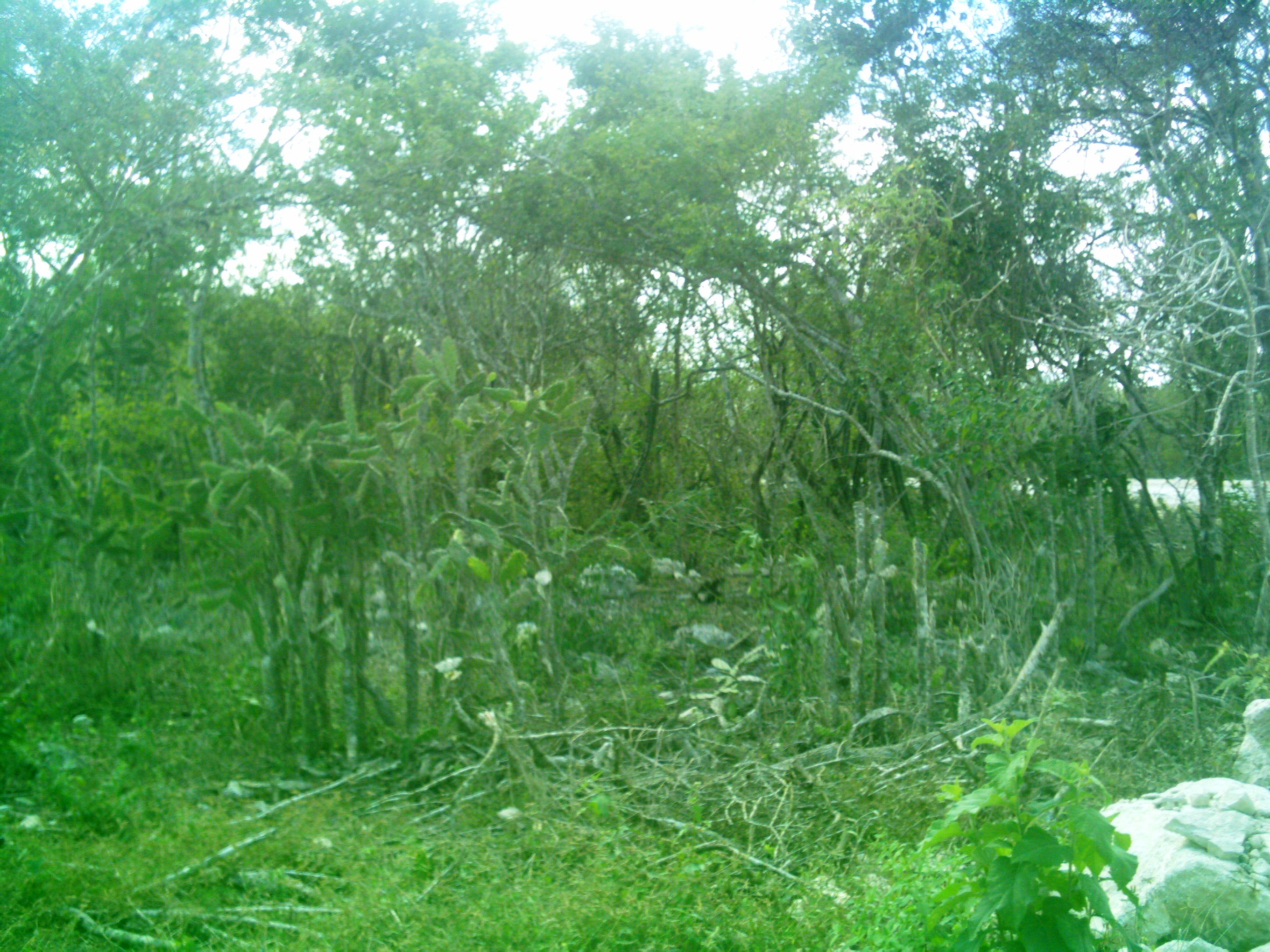
Vestigios arqueológicos de Sierra Papacal.
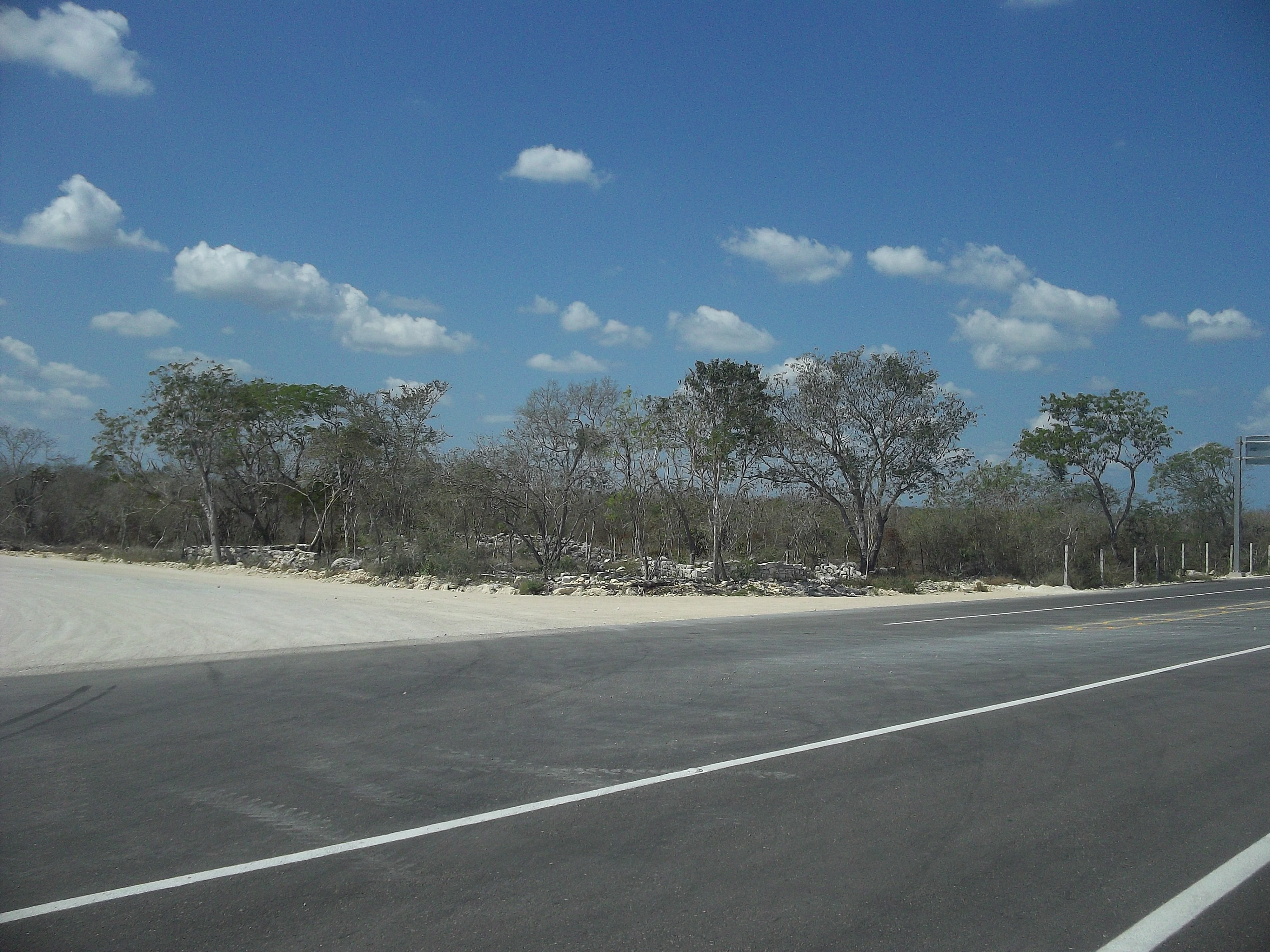
Vestigios arqueológicos de Sierra Papacal.
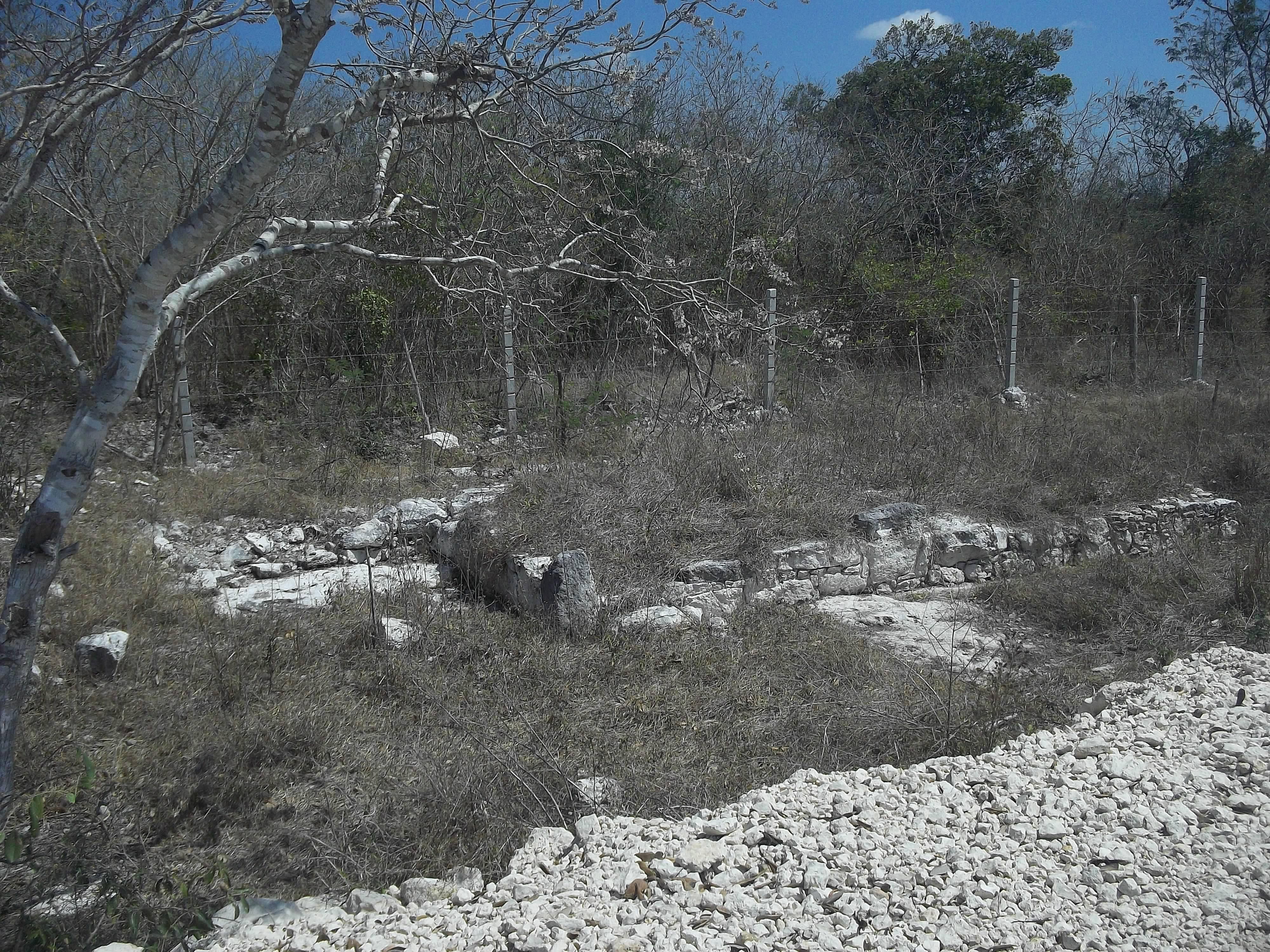
Vestigios arqueológicos de Sierra Papacal.
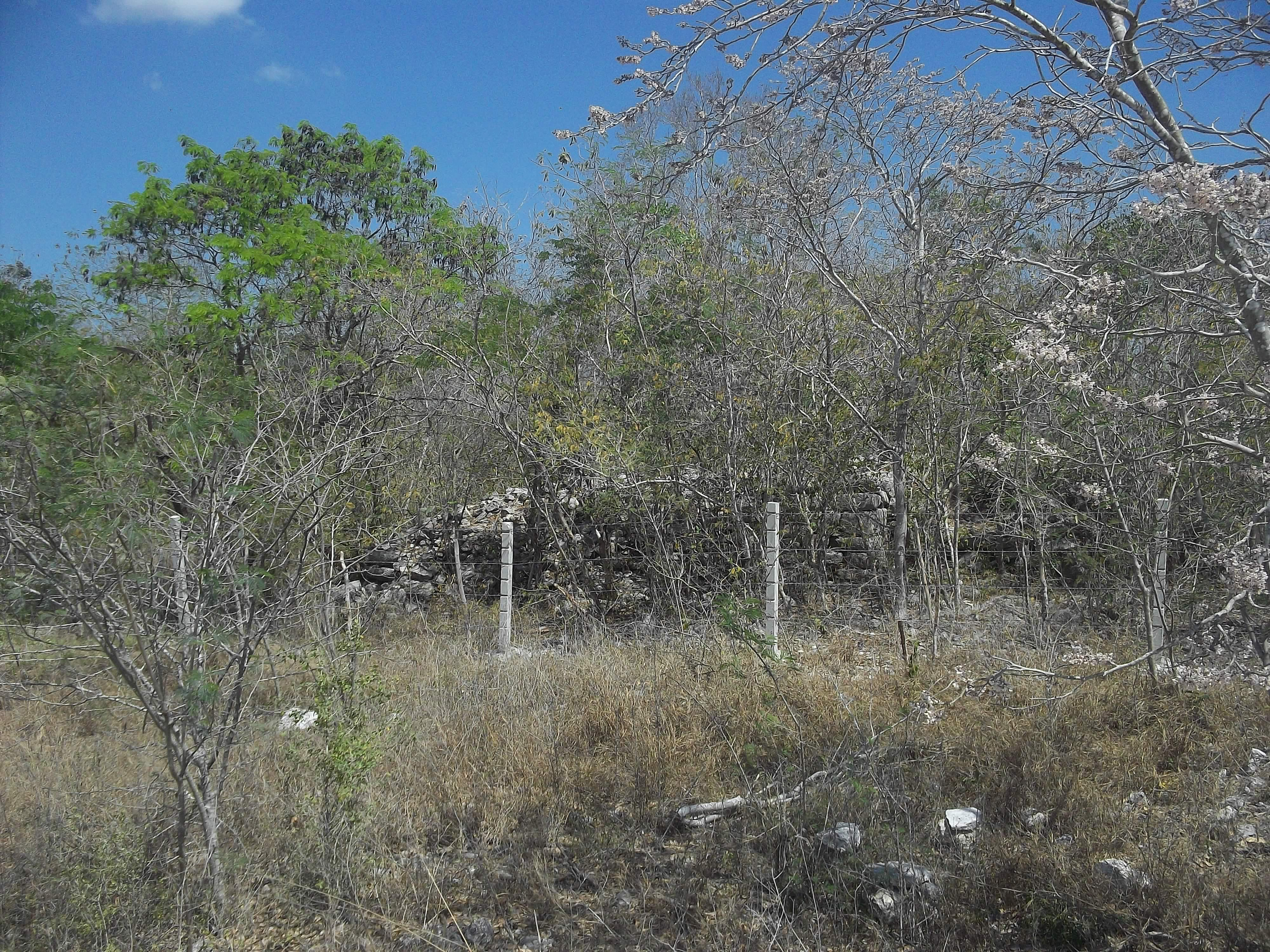
Vestigios arqueológicos de Sierra Papacal.
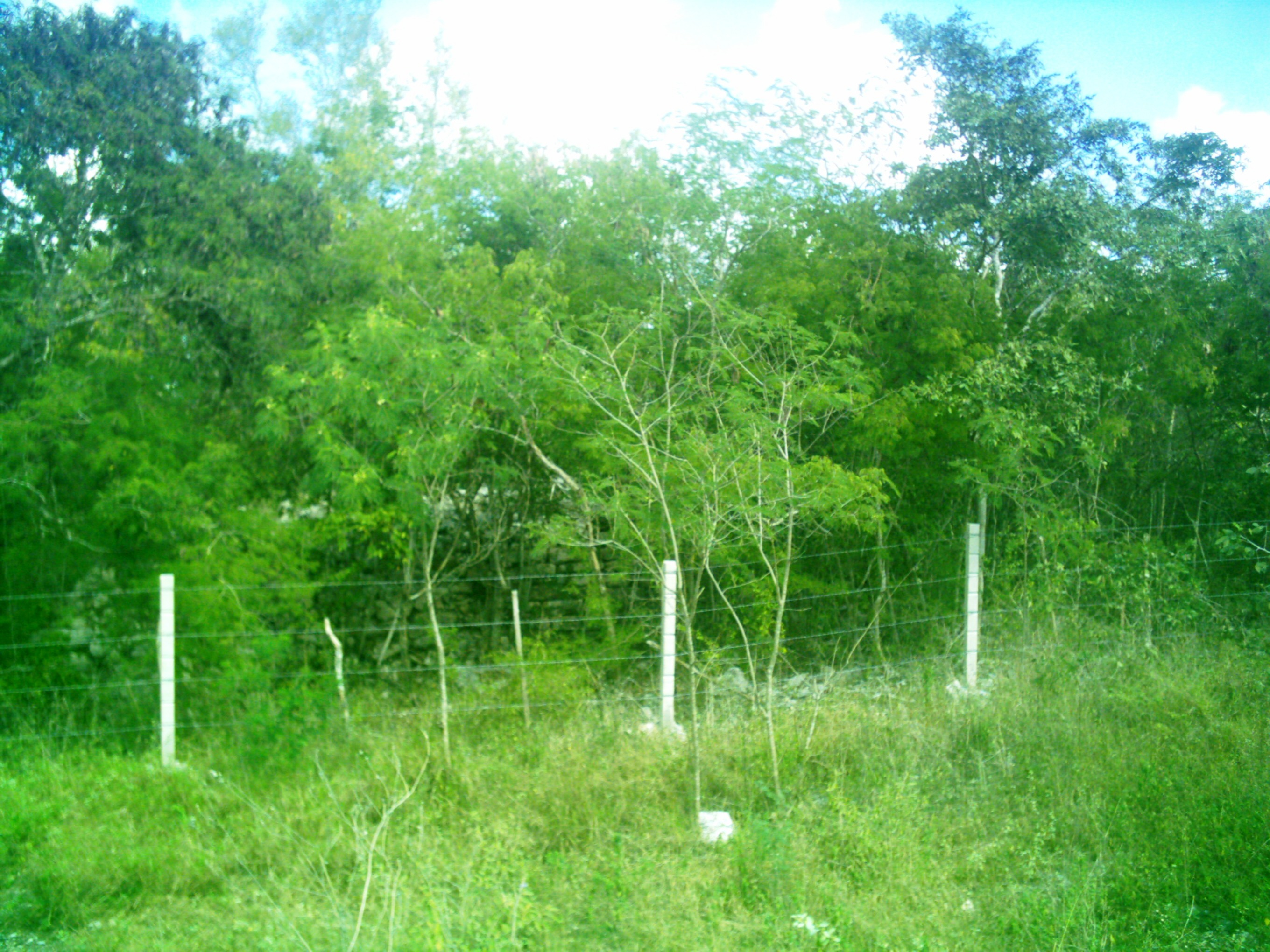
Vestigios arqueológicos de Sierra Papacal.
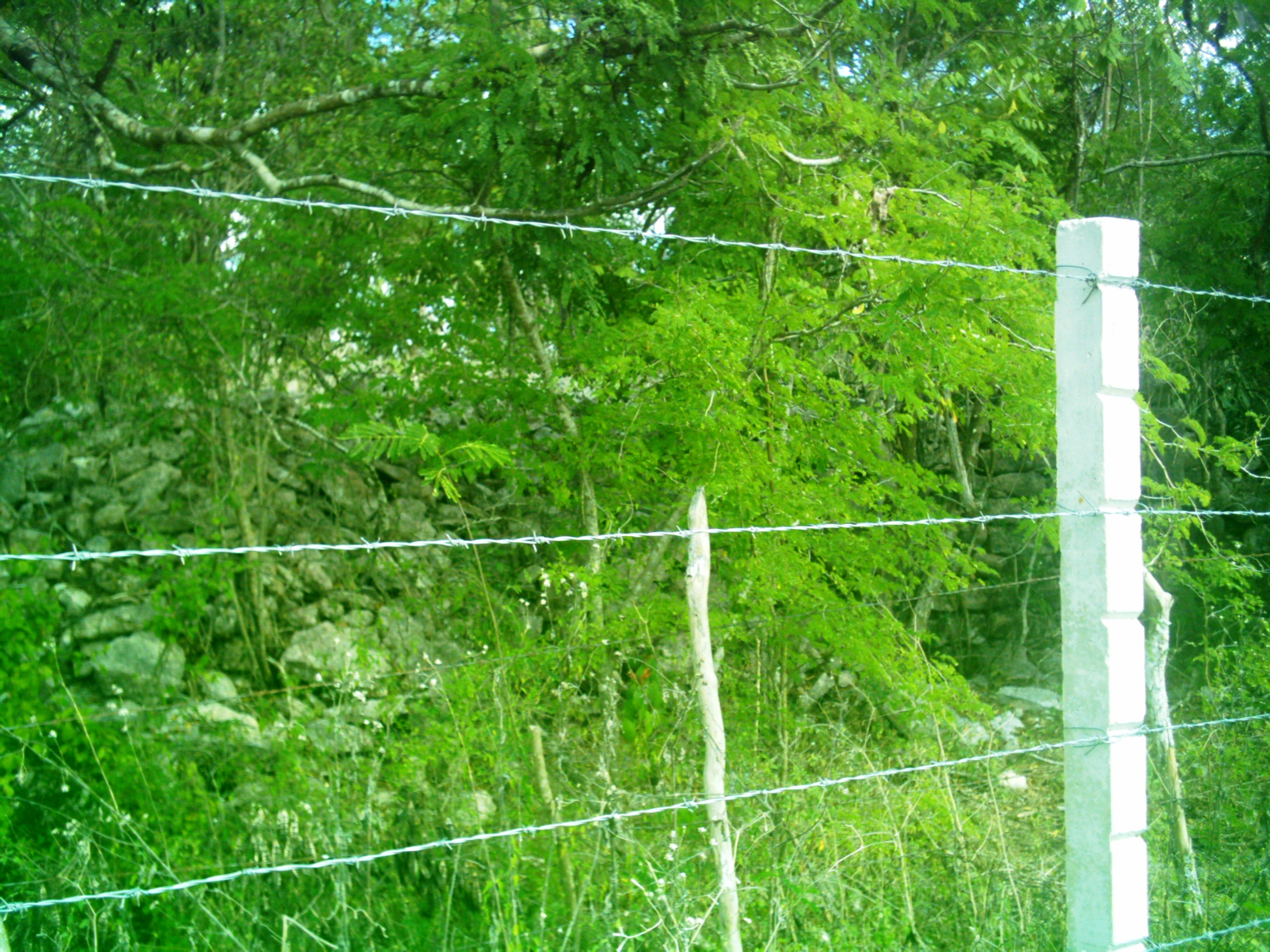
Vestigios arqueológicos de Sierra Papacal.
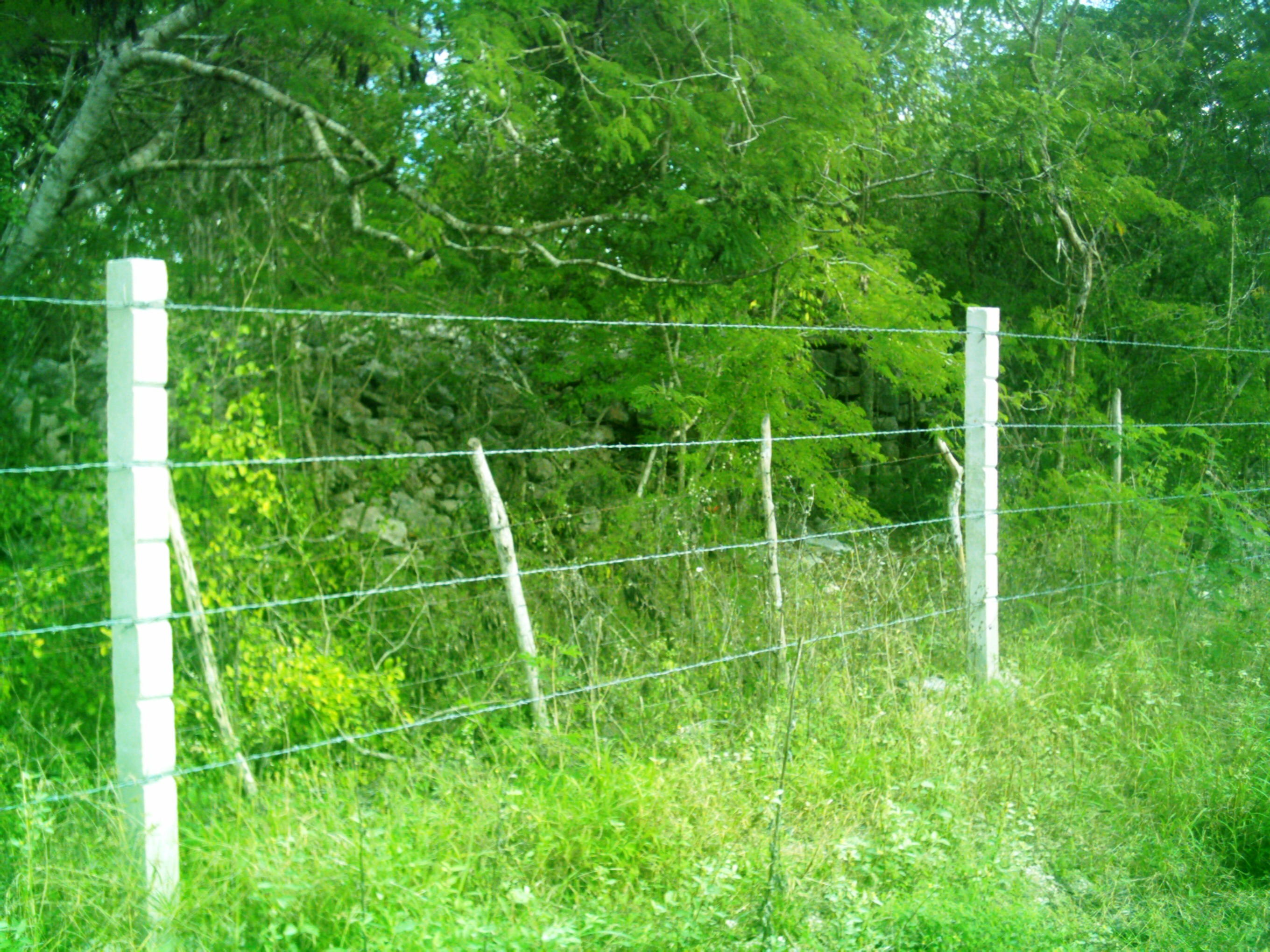
Vestigios arqueológicos de Sierra Papacal.
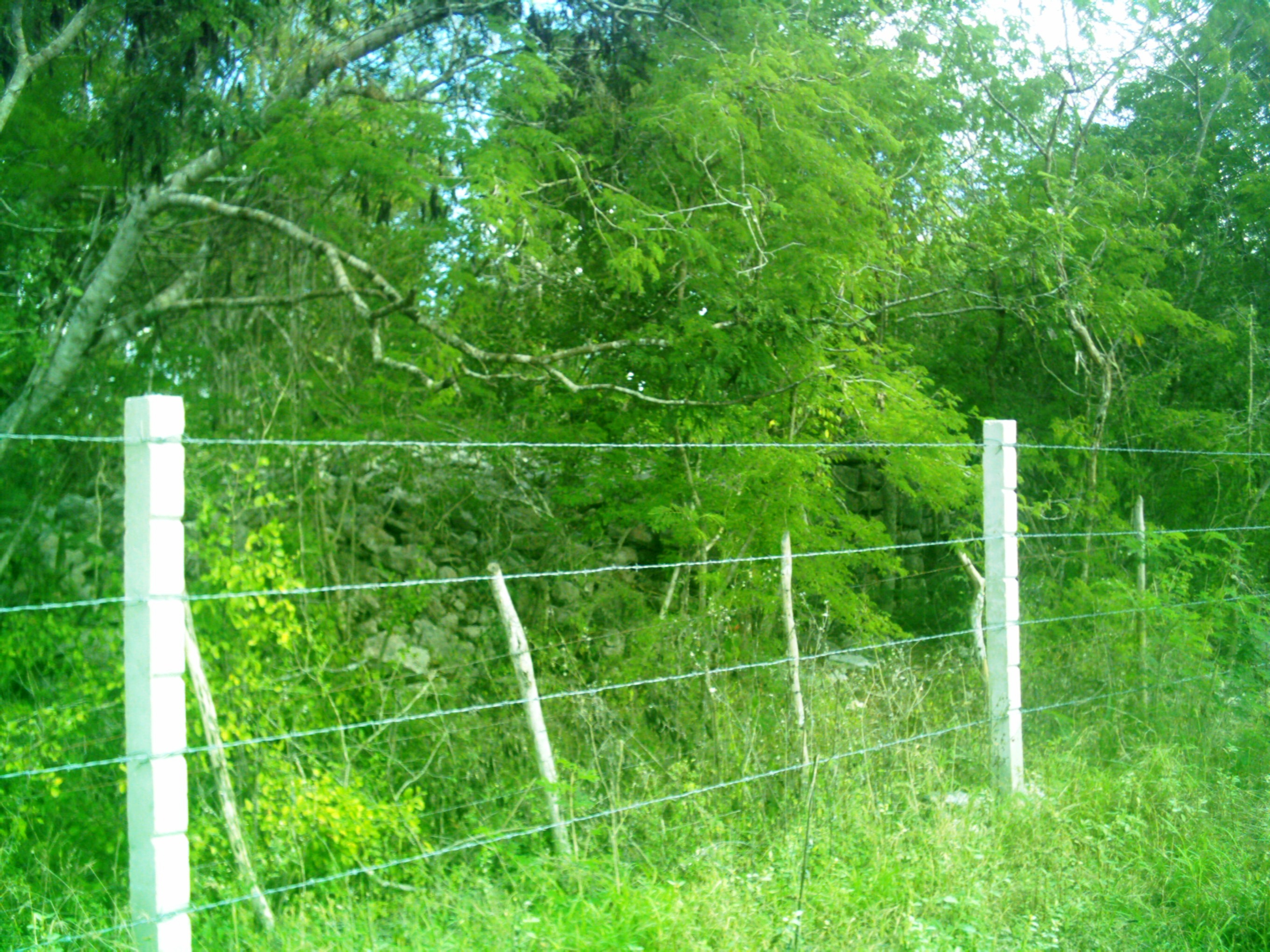
Vestigios arqueológicos de Sierra Papacal.
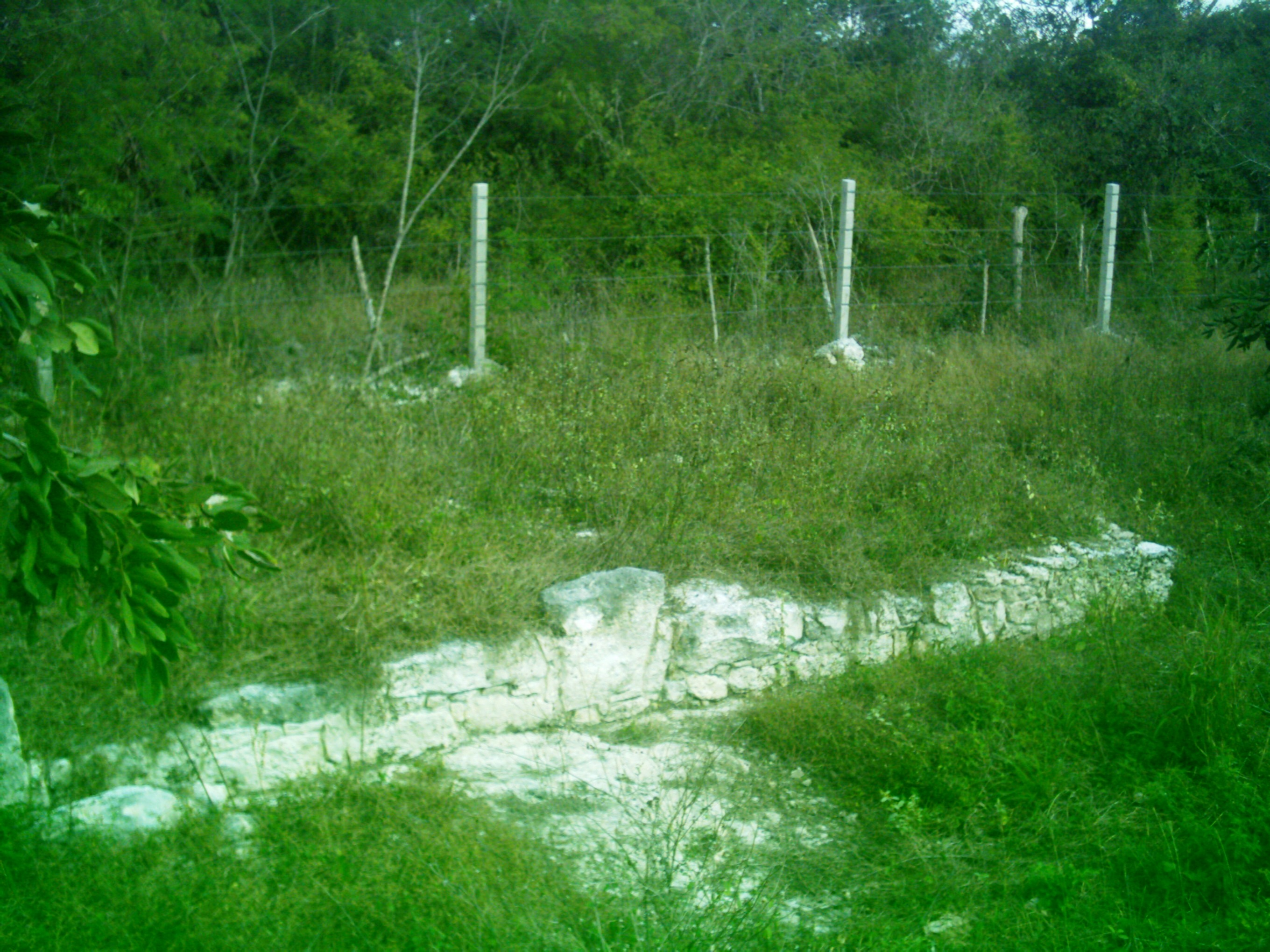
Vestigios arqueológicos de Sierra Papacal.
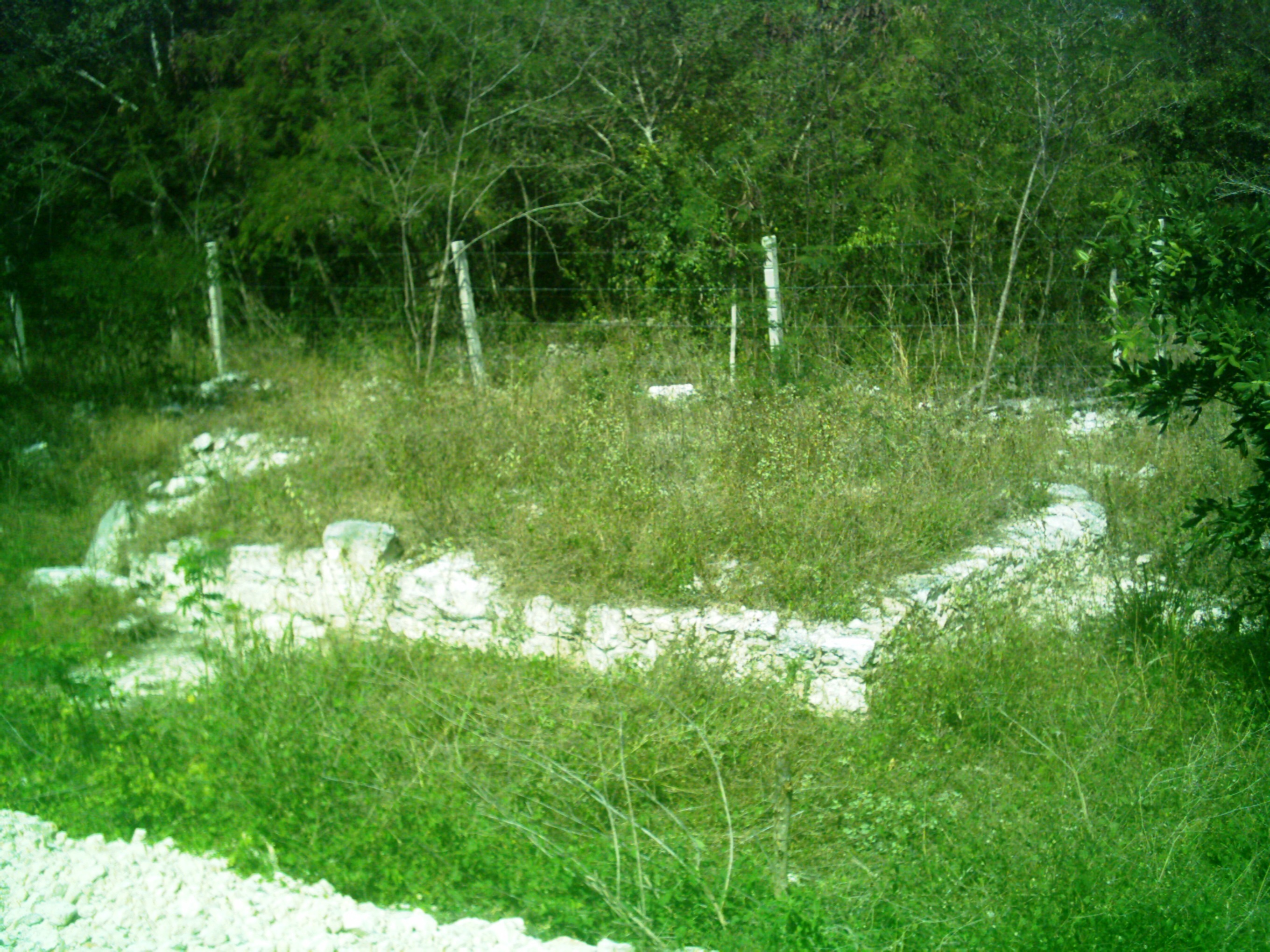
Vestigios arqueológicos de Sierra Papacal.
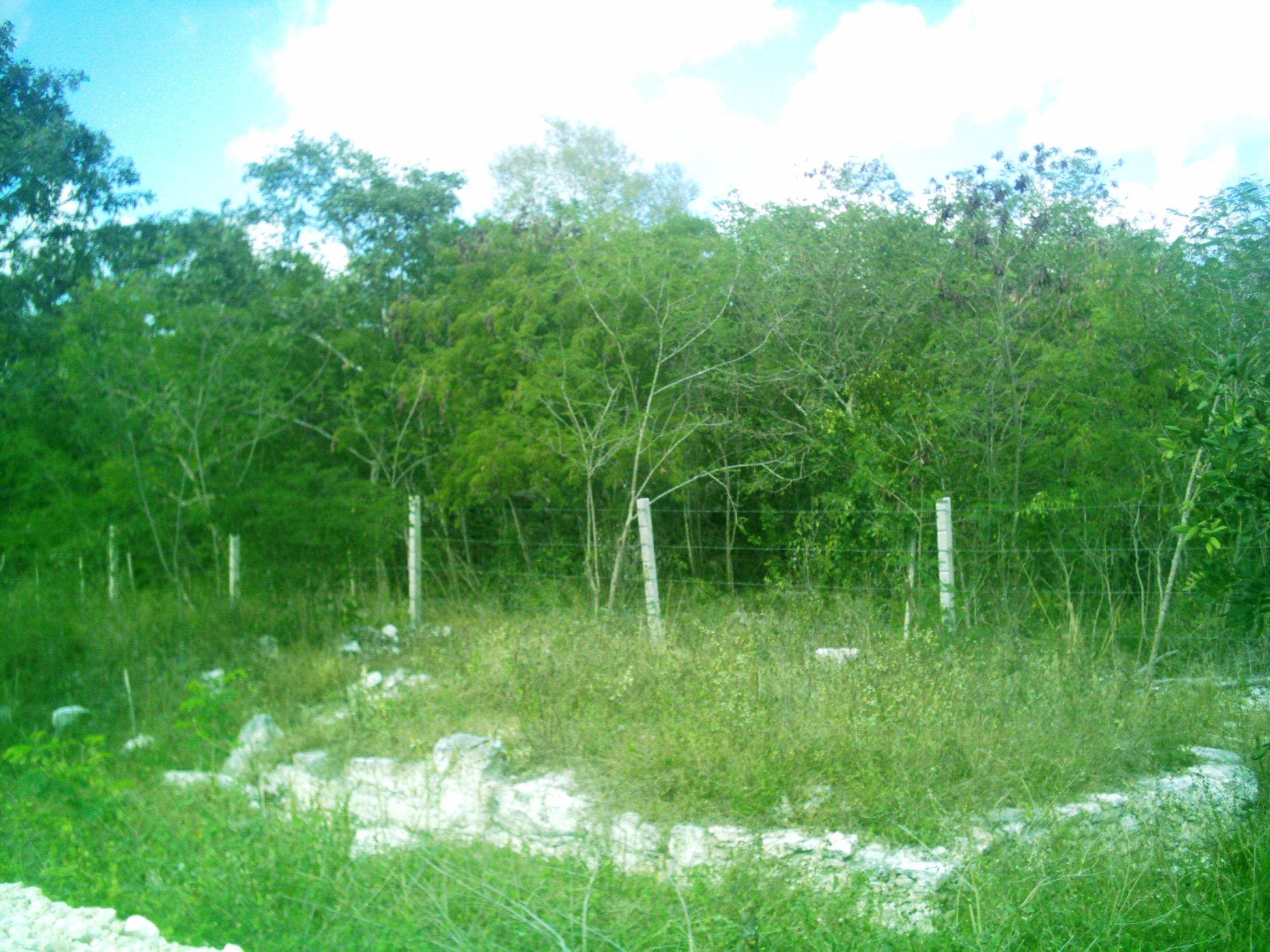
Vestigios arqueológicos de Sierra Papacal.
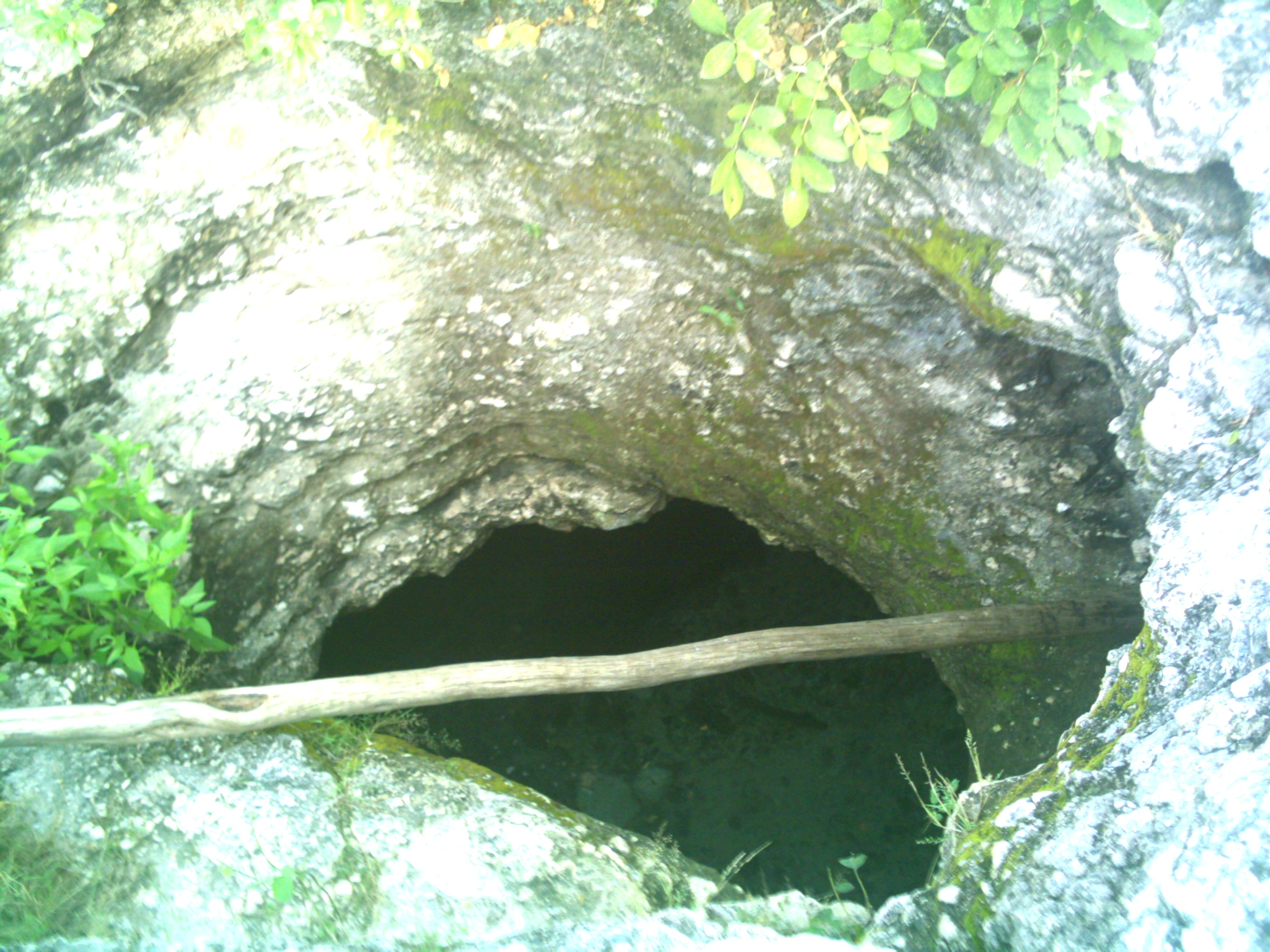
Cenote de Sierra Papacal.
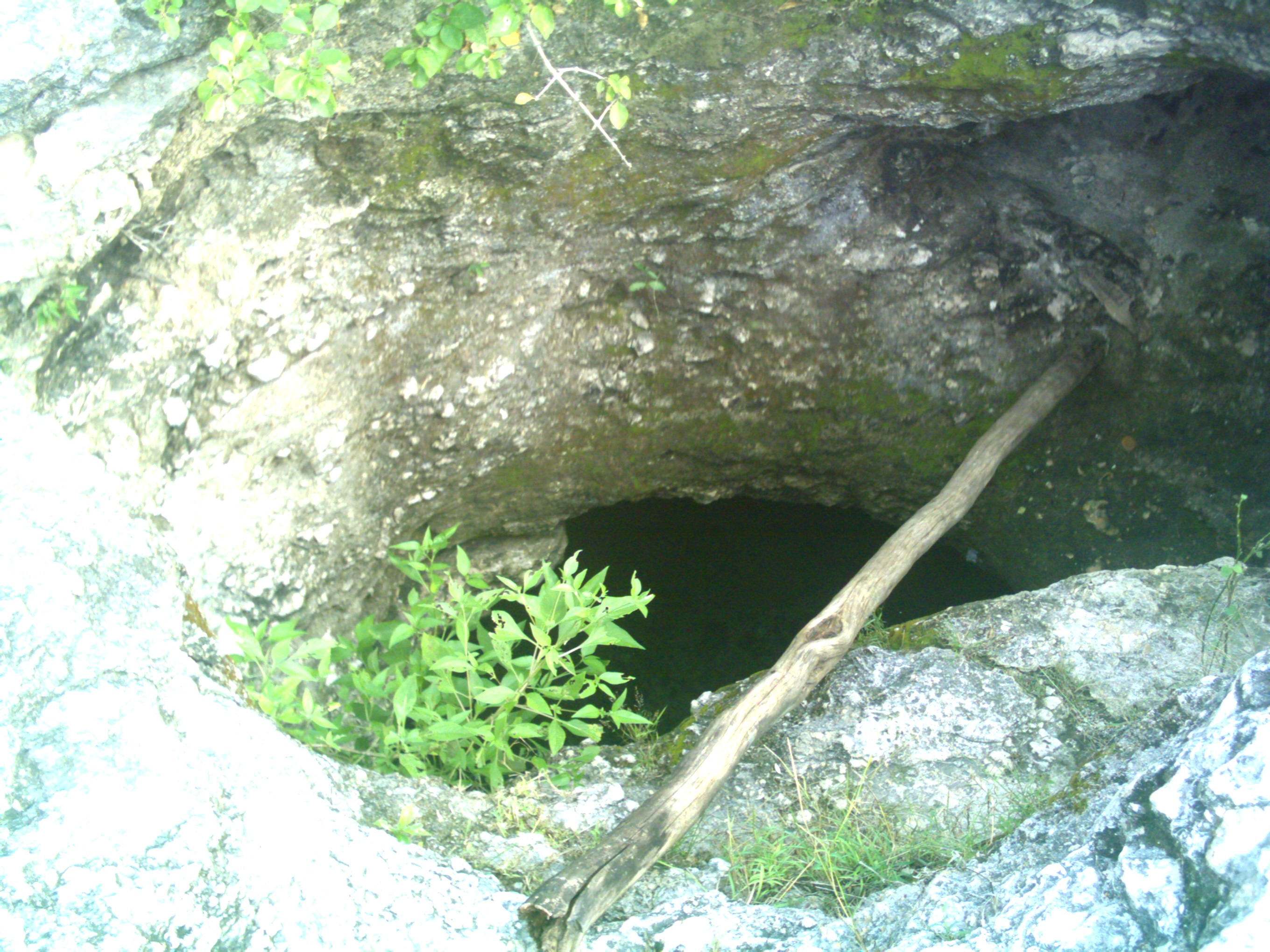
Cenote de Sierra Papacal.
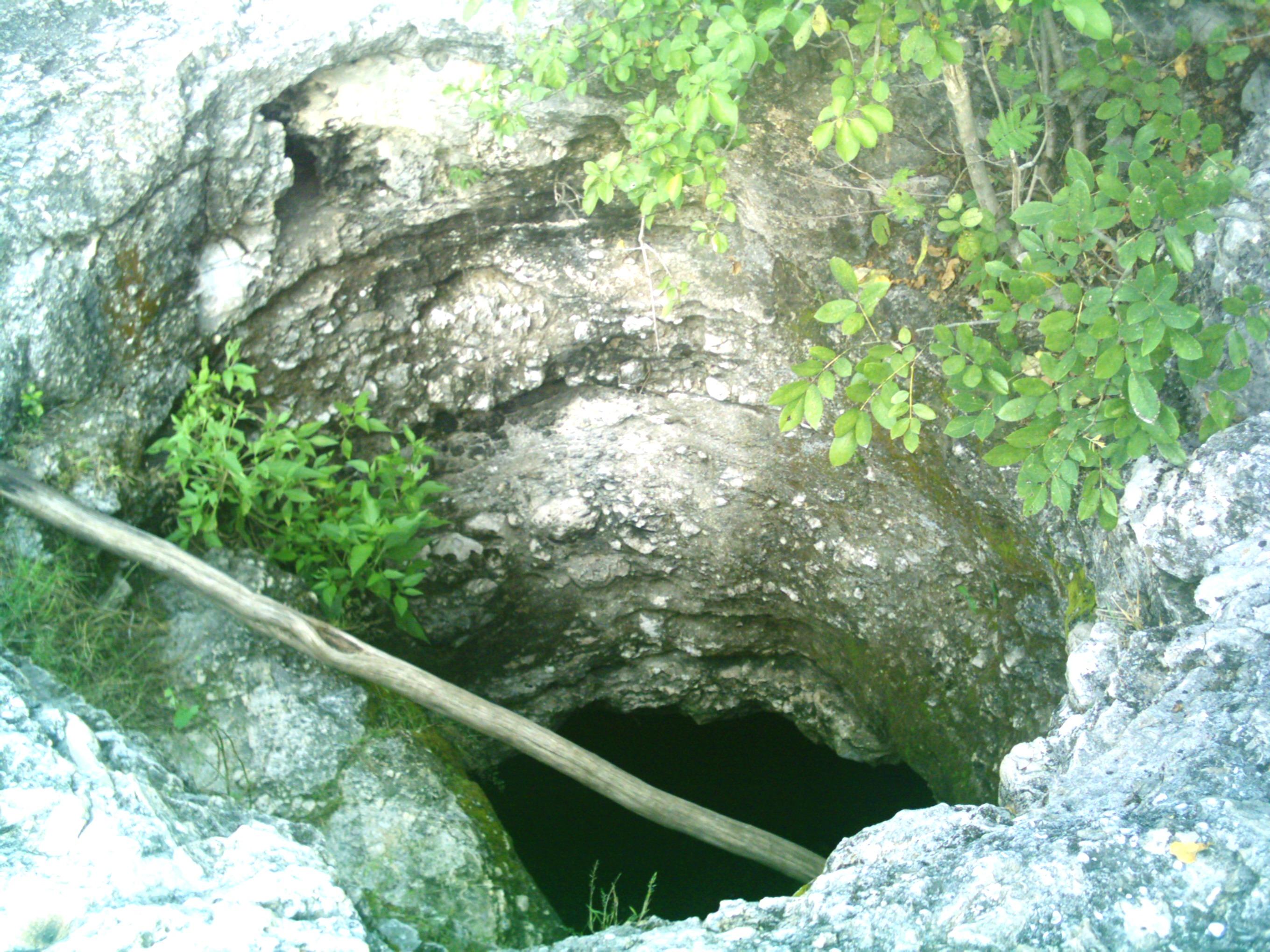
Cenote de Sierra Papacal.
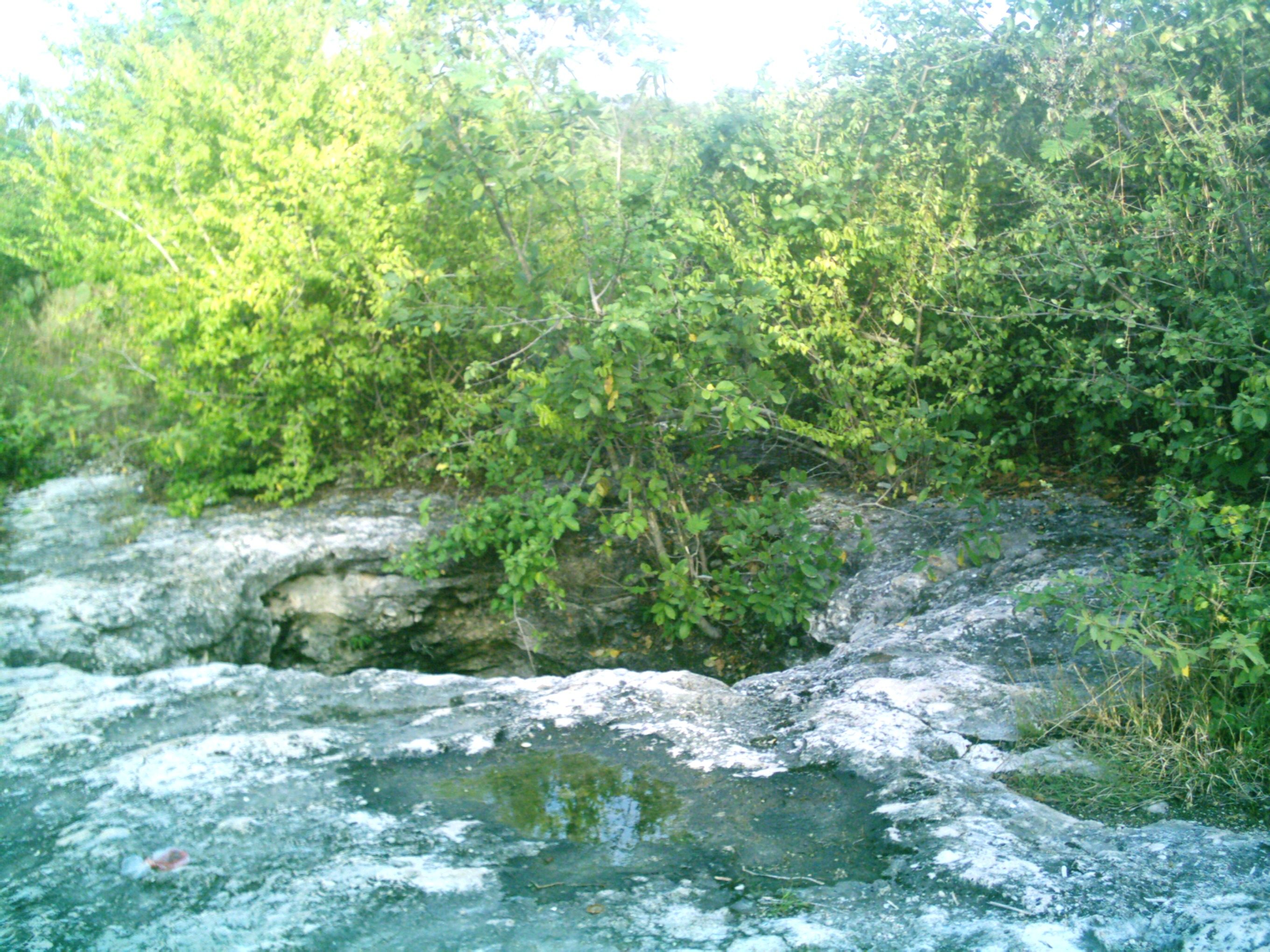
Cenote de Sierra Papacal.
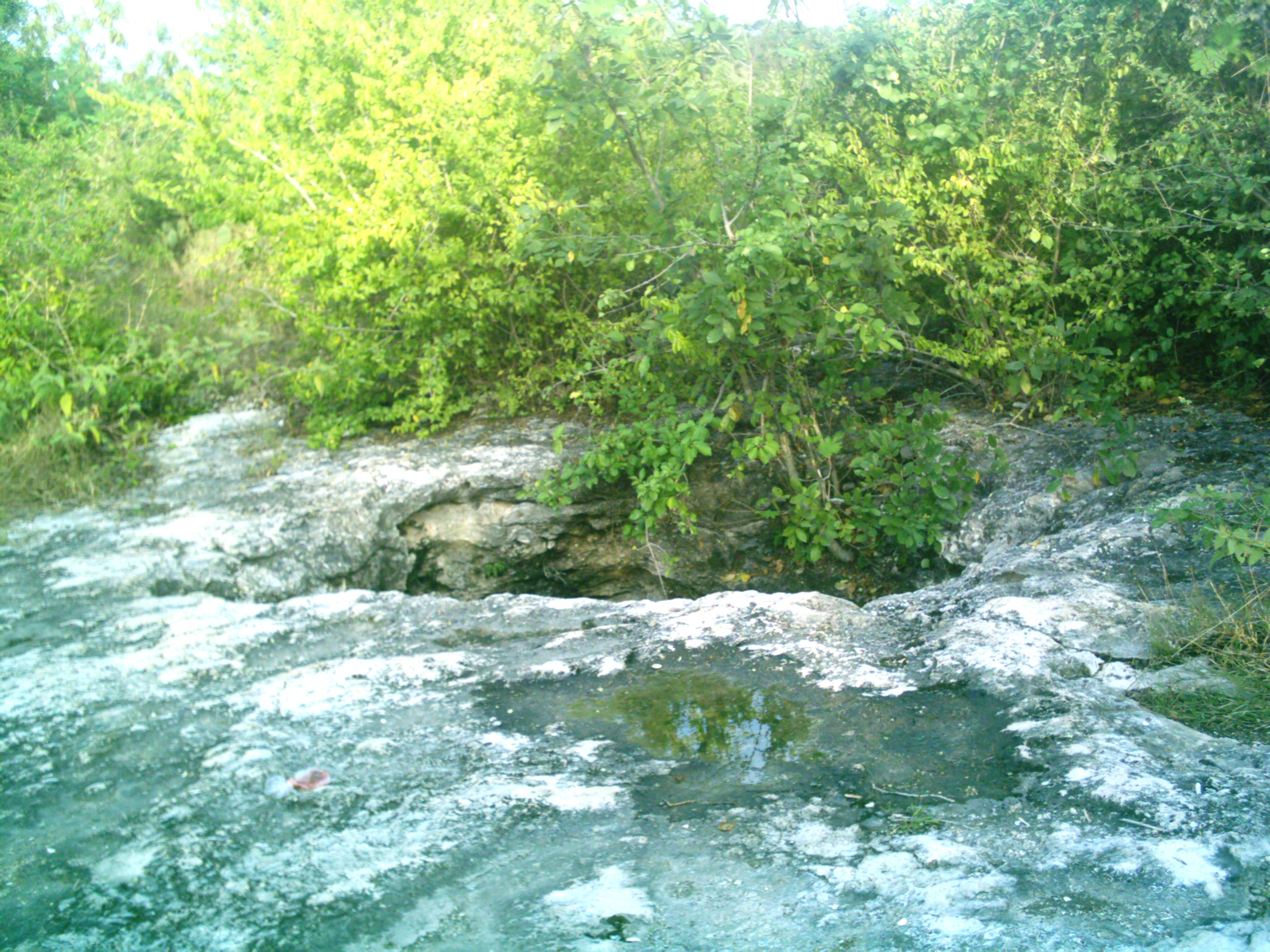
Cenote de Sierra Papacal.
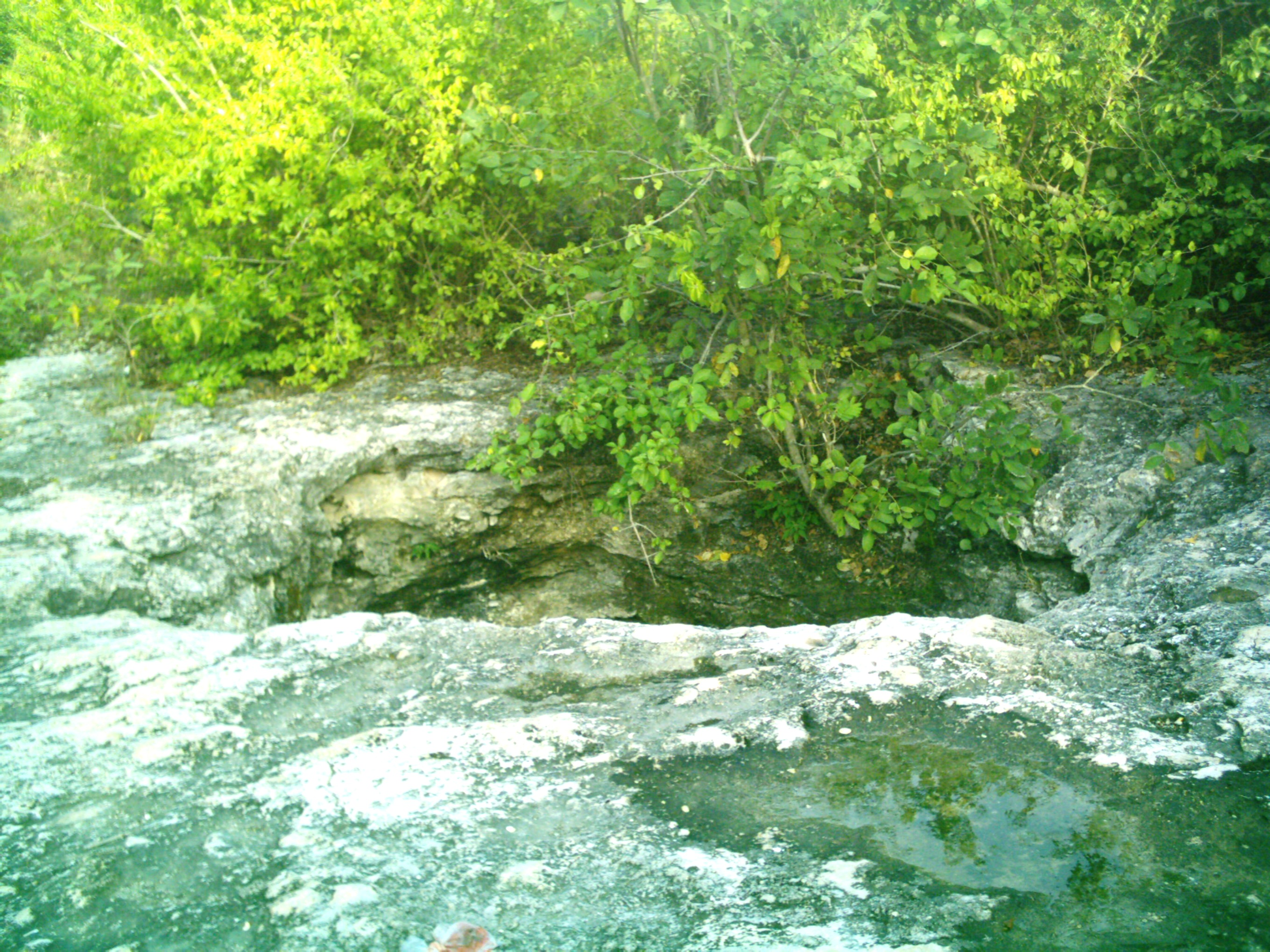
Cenote de Sierra Papacal.
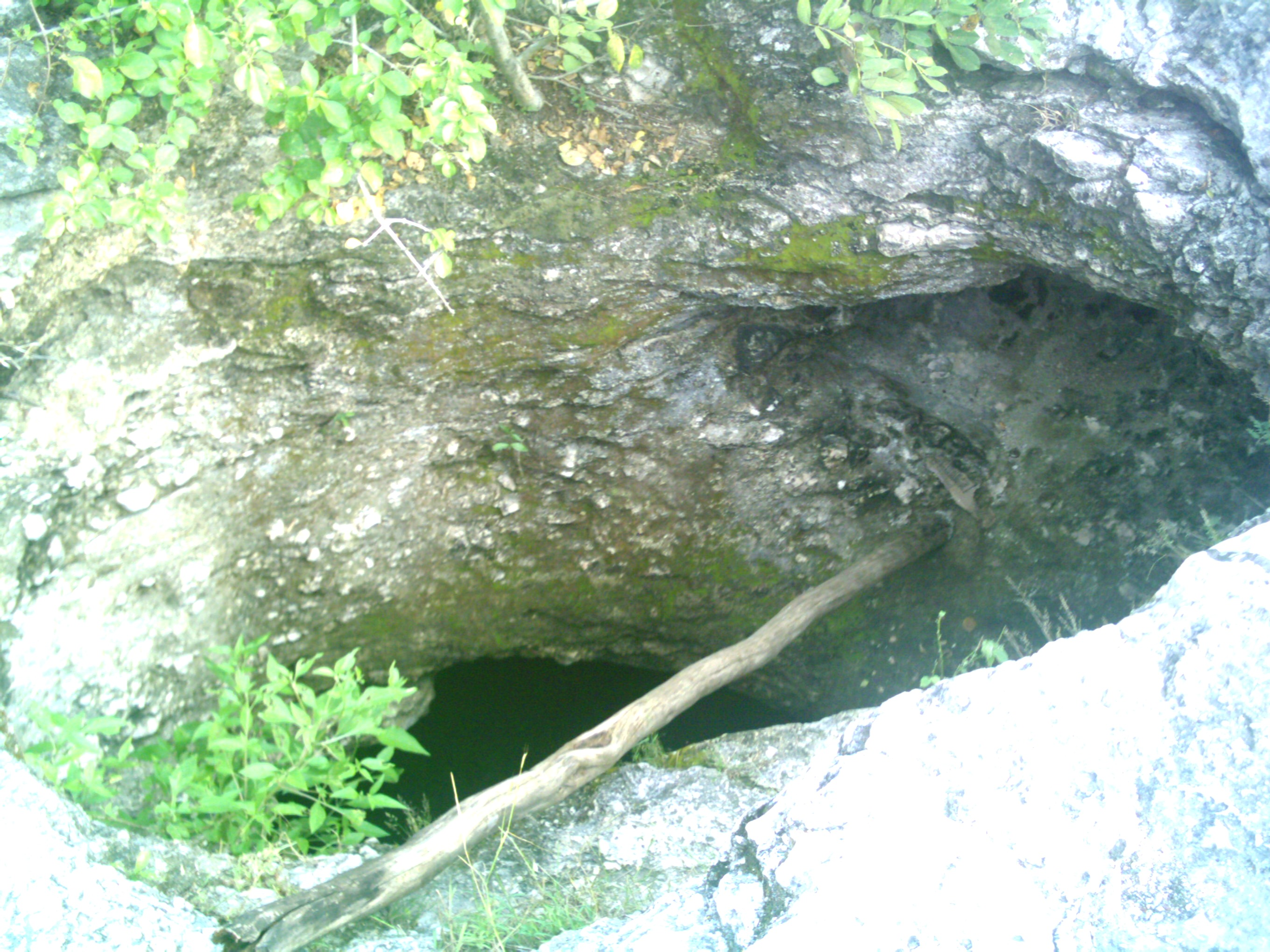
Cenote de Sierra Papacal.
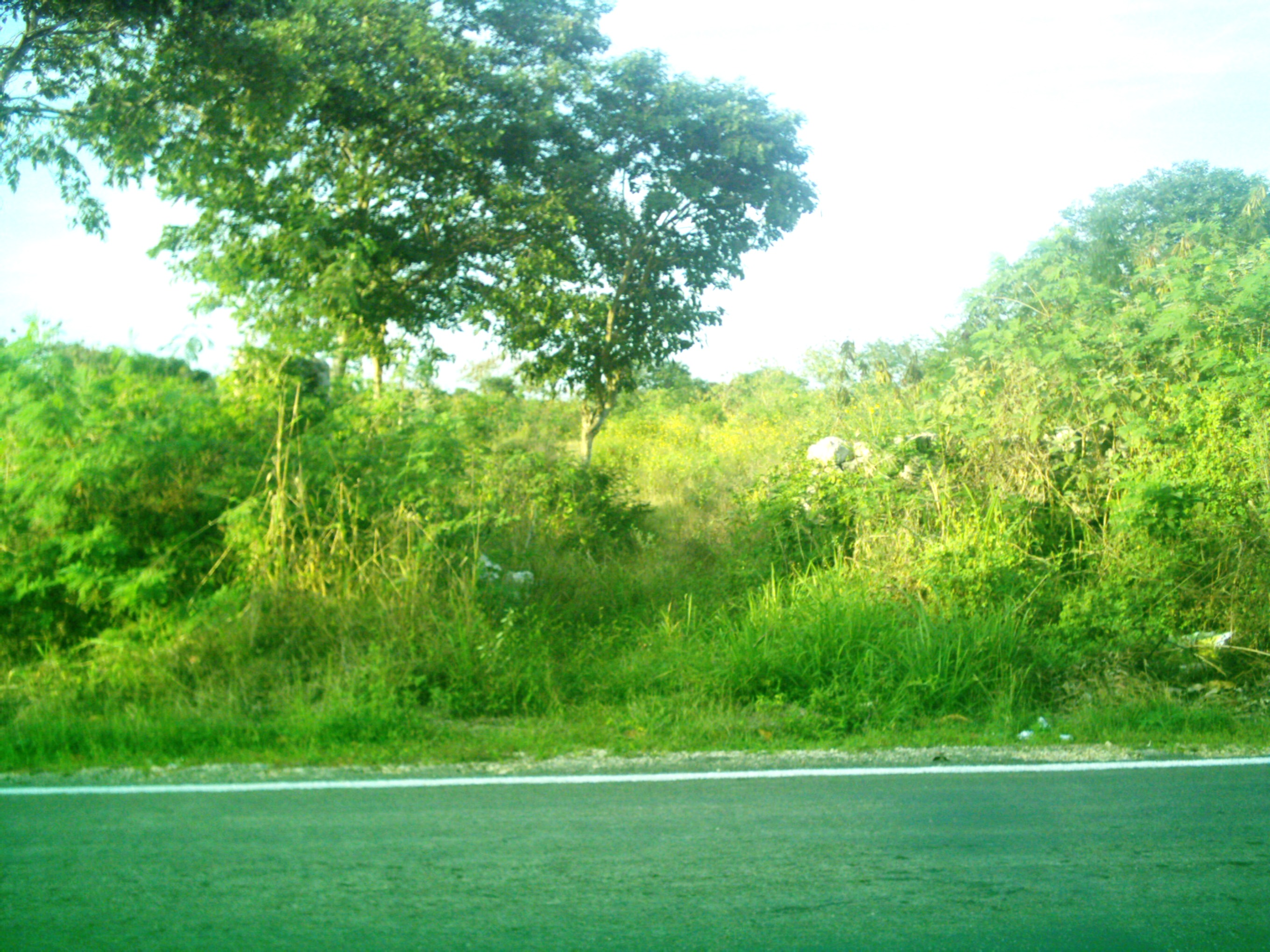
Cenote de Sierra Papacal.